# トゥオル
トゥオル（Tuor、太陽の時代471年 - ）は、J・R・R・トールキンの中つ国を舞台とした小説、『シルマリルの物語』、『終わらざりし物語』の登場人物。
人間の身でありながら、ウルモの使者としてノルドールの隠された都ゴンドリンにたどり着き、トゥアゴン王の娘イドリルを娶る。ゴンドリンの没落ののち、残党を率いてシリオンの河口に落ち延びた。かれの息子、航海者エアレンディルはシリオンの港から船出して、アマンの地へとたどり着いた。
父はドル＝ローミンの領主の次男、ハドル家のフオル。母はベレンの従兄弟ベレグンドの娘リーアン。妻はゴンドリンの王トゥアゴンの娘イドリル。息子にエアレンディル。

## アンナイルの継子
ニアナイス・アルノイディアドにおけるマイズロスの連合の敗戦の噂はドル＝ローミンにも伝わった。夫が帰らぬことを悲しんだリーアンは、ヒスルムの荒野をさまよい、ミスリム山脈に住んでいた灰色エルフのアンナイルの一族に助けられた。かの女はアンナイルの住処に保護され、そこでフオルの息子トゥオルを生んだ。リーアンがアンナイルにトゥオルの養育を頼み、フオルを探しに行くつもりであることを告げると、アンナイルはフオルが討ち死にしたことを教えた。アンナイルはかの合戦の生き残りだったからである。リーアンはアンファウグリスの死者の塚におもむき、そこで死んだ。トゥオルはアンナイルに育てられ、父に似た長身と金髪を持つ少年になった。かれの少年時代にヒスルムはオークと東夷の支配するところとなり、アンナイルは一族を連れてアンドロスの洞窟に隠れ住んだ。

## 無法者トゥオル
16歳になったトゥオルは伝承の知識と勇気を併せ持ち、灰色エルフの弓と斧とを力強く扱う者になった。アンナイルの一族は洞窟を捨て、ノルドールの門を抜けて南方への避難を試みたが、オークと東夷の軍勢に襲われ、ちりぢりになって逃げた。しかしトゥオルは敵と戦うことを選び、多くを倒したが、しかるのち捕らわれ、東夷のロルガンの捕虜となった。三年を奴隷として過ごすと、成長したかれは番人を倒して逃げ出し、アンドロスの洞窟へと戻った。かれはノルドールの門を探して、四年のあいださまよい、行き会う東夷を多く殺し、そのため賞金首となった。しかしかれは門を見いださず、わずかに山中に残ったエルフたちも何も知らなかった。

## ウルモの使者
アンナイルとかれの一族の多くはファラスの領主キーアダンのもとにたどり着き、水の王ウルモはトゥオルの窮状を知った。ウルモはかれを使者としてノルドールを助けることを決めた。しかし人間であるトゥオルはウルモの声をはっきりと理解できなかった。

### ノルドールの門
ある日洞窟近くの泉のそばにいると、トゥオルの心は急に奮い立ち、かれは竪琴を奏でて歌った。すると泉はあふれだし、西方へと流れた。トゥオルは流れを追ったが、それがエレド・ローミン（谺山脈）の岸壁にひらいた、大きな穴に流れ込むのを見ると落胆した。しかし翌朝になるとその穴から二人のエルフ、ゲルミアとアルミナスが現れ、この穴こそがノルドールの門であることを告げた。

### ウルモの導き
トゥオルはノルドールの門に続く暗いトンネルを抜け、初めてベレガイアを見た人間となった。かれはかつてのトゥアゴンの領地ネヴラストで春と夏を楽しむと、白鳥が南へ飛ぶの新たな印と考え、南へと旅立った。かれはかつてのトゥアゴンの住まい、ヴィンヤマールの宮殿で美しい武具を見つけ、これを身に付けた。これはウルモがトゥアゴンに作らせた、ウルモの使者のための装束だった。トゥオルが海辺に立つとウルモが現れ、かれにゴンドリンへ向かうことを命じ、自身のマントの切れ端からトゥオルのための灰色のマントを作って与えた。ウルモはオッセが沈めた船の船員の中からトゥアゴンの民ヴォロンウェを救い出し、トゥオルをゴンドリンへと案内させた。

### すれちがう従兄弟
トゥオルとヴォロンウェはゴンドリンへの旅の途中、エイセル・シリオンで黒い剣を持った男を見た。かれこそトゥオルの従兄弟トゥーリンだったが、トゥオルはそれを知らなかった。トゥーリンはグラウルングに心を惑わされ、故郷ドル＝ローミンへと向かい去っていった。

### ゴンドリンへの旅
ゲルミアとアルミナスがナルゴスロンドの王オロドレスにもたらしたウルモの助言は、トゥーリンによってしりぞけられ、ナルゴスロンドは滅んだ。そのためトゥオルとヴォロンウェのゴンドリンへの道中には敵が多く、冬の寒さとともにかれらを苦しめた。かれらがゴンドリンの隠された入り口に入ると、ヴォロンウェの友人、衛士の長エレンマキルがかれらを捕らえた。かれらはゴンドリンの七つの門をとおり、大門の司、泉のエクセリオンの前へと連行された。トゥオルがウルモの与えたマントを外し、ヴィンヤマールの武具を見せると、エクセリオンはかれがウルモの使者であると知った。

### ウルモの助言
トゥオルがゴンドリンの王トゥアゴンの面前に召しだされ口を開くと、これを聞いた一堂は驚いた。かれの声の響きにヴァラの声を聞いたからである。そのウルモの助言とは、ゴンドリンを捨ててシリオンを下るべし、というものだったが、トゥアゴンはこれを拒否した。しかしトゥアゴンは警戒を強め、秘密の門は閉ざされ、誰一人ここを通るものはいなくなった。

## イドリルとの結婚
トゥオルはゴンドリンとその民を深く愛し、上のエルフの伝承を学び、心身はますます強くなった。トゥアゴンとイドリルはかれを愛するようになり、トゥオルの到着から七年後、トゥオルはイドリルを娶った。ふたりの息子エアレンディルが翌年生まれた。このころモルゴスに捕らわれていたトゥオルの伯父フーリンが解放された。かれはトゥアゴンの助けを求めてクリッサイグリムの山並みに呼ばわり、そのためモルゴスはゴンドリンのおおよその位置を知った。イドリルは不安に駆られ、秘密の通路を作った。

## ゴンドリンの没落
王妹アレゼルの息子マイグリンの裏切りにより、ゴンドリンはモルゴスの大軍勢に包囲された。ゴンドリンの十二家の大将たちの武勇は凄まじく、多くのバルログが倒され、トゥオルはその斧で五体のバルログを仕留めた。しかしかれらは敗れ、トゥアゴンもまた倒れた。
マイグリンは従姉イドリルに手をかけたが、駆けつけたトゥオルはかれを城壁の外に投げ落とした。
トゥオルとイドリルは生存者を集めて秘密の通路からゴンドリンを脱出し、キリス・ソロナス（大鷲たちの峡谷）を通り抜けようとした。
ここで待ち伏せたバルログ率いるオークたちがかれらに襲い掛かったが、グロールフィンデルの献身とソロンドール率いる大鷲たちの力で敵は全滅し、かれらは峡谷を通り抜け、シリオン川を下っていった。かれらはナン・タスレン（柳の国）で傷と疲れを癒したあと、シリオンの河口にたどり着いた。そこでかれらはドリアスの滅亡を逃れたエルウィングの一党に迎えられ、ともに住んだ。

## 西方への渡航
モルゴスはアングバンドの包囲を破ったことに続き、ファラス地方、ナルゴスロンド、ドリアス、ゴンドリンと、上のエルフの王国をすべて滅ぼしたことに満足した。ドルメト山のフェアノールの息子たちの一党、バラール島のキーアダンの一党、シリオンの河口のゴンドリンとドリアスの残党、オッシリアンドの緑のエルフたちの勢力はまだ残っていたが、かれらにはモルゴスに挑む力はすでになく、そのためモルゴスは「フェアノールの誓言」がエルフたちに禍をなし、自滅するのを待つことにした。
シリオンの河口のエルフたちは混ざり合い、またキーアダンの民もかれらと打ち解けた。かれらは船を造り、海と親しんだ。
年を重ねるごとにトゥオルの外洋への思いは大きくなり、かれはエアルラーメ（海の翼）と名付けられた大きな船を造り、妻イドリルとともに西方へと旅立った。
その後かれらを中つ国で見たものはいないが、トゥオルは人間の運命を離れ、ノルドールの一人として数えられるようになったと歌われている。

## 家系図
|            |            |            |            |            |            |  |  | ハドル     | ハドル     | ハドル     | ハドル     | ハドル     | ハドル     |  |  | ハルミア | ハルミア | ハルミア | ハルミア | ハルミア | ハルミア |          |          | ベオル         | ベオル     | ベオル     | ベオル     | ベオル     | ベオル     |          |          |          |          |  |  |  |  |  |  |  |  |  |  |  |  |  |  |  |  |
|            |            |            |            |            |            |  |  | ハドル     | ハドル     | ハドル     | ハドル     | ハドル     | ハドル     |  |  | ハルミア | ハルミア | ハルミア | ハルミア | ハルミア | ハルミア |          |          | ベオル         | ベオル     | ベオル     | ベオル     | ベオル     | ベオル     |          |          |          |          |  |  |  |  |  |  |  |  |  |  |  |  |  |  |  |  |
|            |            |            |            |            |            |  |  |            |            |            |            |            |            |  |  |          |          |          |          |          |          |          |          |                |            |            |            |            |            |          |          |          |          |  |  |  |  |  |  |  |  |  |  |  |  |  |  |  |  |
| バラグンド | バラグンド | バラグンド | バラグンド | バラグンド | バラグンド |  |  | ガルドール | ガルドール | ガルドール | ガルドール | ガルドール | ガルドール |  |  | ハレス   | ハレス   | ハレス   | ハレス   | ハレス   | ハレス   |          |          | ベレグンド     | ベレグンド | ベレグンド | ベレグンド | ベレグンド | ベレグンド |          |          |          |          |  |  |  |  |  |  |  |  |  |  |  |  |  |  |  |  |
| バラグンド | バラグンド | バラグンド | バラグンド | バラグンド | バラグンド |  |  | ガルドール | ガルドール | ガルドール | ガルドール | ガルドール | ガルドール |  |  | ハレス   | ハレス   | ハレス   | ハレス   | ハレス   | ハレス   |          |          | ベレグンド     | ベレグンド | ベレグンド | ベレグンド | ベレグンド | ベレグンド |          |          |          |          |  |  |  |  |  |  |  |  |  |  |  |  |  |  |  |  |
|            |            |            |            |            |            |  |  |            |            |            |            |            |            |  |  |          |          |          |          |          |          |          |          |                |            |            |            |            |            |          |          |          |          |  |  |  |  |  |  |  |  |  |  |  |  |  |  |  |  |
|            |            |            |            |            |            |  |  |            |            |            |            |            |            |  |  |          |          |          |          |          |          |          |          |                |            |            |            |            |            |          |          |          |          |  |  |  |  |  |  |  |  |  |  |  |  |  |  |  |  |
| モルウェン | モルウェン | モルウェン | モルウェン | モルウェン | モルウェン |  |  | フーリン   | フーリン   | フーリン   | フーリン   | フーリン   | フーリン   |  |  | フオル   | フオル   | フオル   | フオル   | フオル   | フオル   |          |          | リーアン       | リーアン   | リーアン   | リーアン   | リーアン   | リーアン   |          |          |          |          |  |  |  |  |  |  |  |  |  |  |  |  |  |  |  |  |
| モルウェン | モルウェン | モルウェン | モルウェン | モルウェン | モルウェン |  |  | フーリン   | フーリン   | フーリン   | フーリン   | フーリン   | フーリン   |  |  | フオル   | フオル   | フオル   | フオル   | フオル   | フオル   |          |          | リーアン       | リーアン   | リーアン   | リーアン   | リーアン   | リーアン   |          |          |          |          |  |  |  |  |  |  |  |  |  |  |  |  |  |  |  |  |
|            |            |            |            |            |            |  |  |            |            |            |            |            |            |  |  |          |          |          |          |          |          |          |          |                |            |            |            |            |            |          |          |          |          |  |  |  |  |  |  |  |  |  |  |  |  |  |  |  |  |
|            |            |            |            |            |            |  |  |            |            |            |            |            |            |  |  |          |          |          |          |          |          |          |          |                |            |            |            |            |            |          |          |          |          |  |  |  |  |  |  |  |  |  |  |  |  |  |  |  |  |
| トゥーリン | トゥーリン | トゥーリン | トゥーリン | トゥーリン | トゥーリン |  |  | ニエノール | ニエノール | ニエノール | ニエノール | ニエノール | ニエノール |  |  |          |          |          |          | トゥオル | トゥオル | トゥオル | トゥオル | トゥオル       | トゥオル   |            |            | イドリル   | イドリル   | イドリル | イドリル | イドリル | イドリル |  |  |  |  |  |  |  |  |  |  |  |  |  |  |  |  |
| トゥーリン | トゥーリン | トゥーリン | トゥーリン | トゥーリン | トゥーリン |  |  | ニエノール | ニエノール | ニエノール | ニエノール | ニエノール | ニエノール |  |  |          |          |          |          | トゥオル | トゥオル | トゥオル | トゥオル | トゥオル       | トゥオル   |            |            | イドリル   | イドリル   | イドリル | イドリル | イドリル | イドリル |  |  |  |  |  |  |  |  |  |  |  |  |  |  |  |  |
|            |            |            |            |            |            |  |  |            |            |            |            |            |            |  |  |          |          |          |          |          |          |          |          |                |            |            |            |            |            |          |          |          |          |  |  |  |  |  |  |  |  |  |  |  |  |  |  |  |  |
|            |            |            |            |            |            |  |  |            |            |            |            |            |            |  |  |          |          |          |          |          |          |          |          | エアレンディル |            |            |            |            |            |          |          |          |          |  |  |  |  |  |  |  |  |  |  |  |  |  |  |  |  |

## 註
1. ↑  トゥオルが知っている人間といえば、かれが奴隷であった三年間、かれを苦しめた東夷と、かれ同様奴隷であったエダインだけである。彼は全人生のほとんどをエルフとともにすごした。
2. ↑  トールキンはある手紙の中で、トゥオルが人間の運命から切り離されエルフの運命に組み入れられたのは、ルーシエンが人間の運命を受け入れたことに対する代償であり、唯一の特例としてエルによって許されたものと記している。